# Viaderiana meseda
Viaderiana meseda is een krabbensoort uit de familie van de Pilumnidae. De wetenschappelijke naam van de soort is voor het eerst geldig gepubliceerd in 1986 door Türkay.